# Elgin (Ohio)
Elgin ist ein Village im Van Wert County des US-Bundesstaats Ohio in den Vereinigten Staaten von Amerika.

## Geographie

### Geographische Lage
Elgin liegt nahe der Grenze zum Bundesstaat Indiana im Nordwesten von Ohio und damit im Central Lowland der Interior Plains. Die Region ist ohne größere Erhebungen mit insgesamt leicht gen Eriesee abfallendem Terrain. Die Böden werden intensiv landwirtschaftlich genutzt. Nördlich von Elgin, aber außerhalb des Ortsgebiets, liegen die Quellen zweier Bäche, die beide parallel in generell nördliche Richtung fließen und nach etwa fünf Kilometern in den Little Auglaize River münden.

### Nachbarorte
Das Dorf Elgin wird vollständig vom Township York umschlossen. Der nächste größere Ort ist das etwa 20 km nordwestlich gelegene Van Wert. Lima liegt rund 30 km östlich, Fort Wayne etwa 70 km nordwestlich von Elgin.

## Geschichte
Die Chicago & Atlantic Railway baute in den späten 1870er-Jahren eine von Marion und Lima Richtung Westen führende Bahnstrecke, die Anfang der 1880er-Jahre Chicago erreichte. Ab 1895 zählte die Bahngesellschaft zum Erie-Railroad-Konzern, und ihre Strecke wurde die Erie-Hauptverbindung nach Chicago.
Das Dorf Elgin wurde 1883 mit dem Bau der Bahnstrecke gegründet, als im heutigen Ortsgebiet ein Bahnhof angelegt wurde. Nördlich der Station entstand ein kleiner Ort. Um die Jahrhundertwende wurde Erdöl in der Region gefunden, wodurch die Siedlung schnell wuchs und zeitweise gut 200 Einwohner hatte. Nachdem die Ölförderung wenige Jahre später wieder beendet wurde, sank die Einwohnerzahl wieder.
Wirtschaftlich ist der Ort seither durch die Landwirtschaft dominiert; das Ortsbild wird durch Getreidesilos geprägt. Vom Ende des 19. Jahrhunderts bis in das zweite Jahrzehnt des 21. Jahrhunderts bestand ein Postamt in Elgin.
Die Erie Railroad hatte sich 1960 mit einer weiteren Bahngesellschaft zur Erie Lackawanna Railroad zusammengeschlossen, musste 1972 aber dennoch Insolvenz anmelden. Sie wurde 1976 in die Auffanggesellschaft Consolidated Rail Corporation (Conrail) eingegliedert, die jedoch keine Verwendung für die durch Elgin führende Strecke Marion–Chicago hatte. Für den lokalen Güterverkehr übernahm stattdessen 1978 die neu gegründete Spencerville & Elgin Railroad den Streckenteil von Lima bis zur Bundesstaatsgrenze nach Indiana westlich von Wren. Seit 1996 ist hier die R. J. Corman Railroad Western Ohio Line tätig. Der Abschnitt westlich von Elgin wurde jedoch ab Anfang der 1990er-Jahre nur mehr sporadisch genutzt. Die Gleise wurden schließlich im Sommer 2010 abgebaut, womit Elgin seither Endpunkt der von Lima kommenden Bahnstrecke ist.

## Infrastruktur

### Verkehr
Die Staatsstraße Ohio State Route 81 führt in Ost-West-Richtung durch Elgin. Der nächstgelegene Interstate Highway ist die Interstate 75 bei Lima.
Elgin ist Endpunkt einer durch die R. J. Corman Railroad Western Ohio Line ausschließlich im Güterverkehr genutzten Bahnstrecke aus Lima.

### Bildung
Elgin befindet sich im Schulsprengel Lincolnview, dessen Schulen in Van Wert liegen.